# Бранх
Бранх (грец. Βράγχος) — віщун, улюбленець Аполлона; за переказом, збудував у Дідімах біля Мілета святилище й оракул Аполлона. Цей оракул в історичну епоху вважався другим після Дельфійського.
 Відомий інший Бранх — батько Керкіона, царя Елефсіна від німфи Аргіопи.